# ناو میاکو
ناو میاکو (به انگلیسی: Japanese cruiser Miyako) یک کشتی بود که طول آن ۳۱۴ فوت (۹۵٫۷ متر) بود. این کشتی در سال ۱۸۹۸ ساخته شد.